# Francis Girod
Francis Girod (Semblançay, 9 de outubro de 1944 - Bordeaux, 19 de novembro de 2006) foi um  cineasta francês.

## Vida
Começou sua vida profissional como jornalista em uma revista e em um emissora de rádio. Nos anos 1960, começou a trabalhar com cinema. Seu último trabalho foi um documentário para televisão sobre o director de cinema francês Claude Chabrol.